# Семерджиев, Атанас
Атанас Георгиев Семерджиев (болг. Атанас Георгиев Семерджиев; 21 мая 1924, с. Лыджене, близ Велинграда, Третье Болгарское царство — 8 мая 2015, София, Болгария) — болгарский военачальник и государственный деятель, вице-президент Болгарии (1990—1992).

## Биография
Родился в семье бедного чиновника, который был членом БКП. Еще в гимназии стал активистом Рабочего молодёжного союза. В октябре 1941 г. вместе с другими членами Союза был задержан полицией, но отказался от дачи показаний, был вынужден скрываться. Участник Движения сопротивления во время Второй мировой войны (1942—1944). Входил в состав партизанского отряда «Антон Иванов». В 1943 г. вступил в ряды БКП. Затем становится командиром партизанского отряда «Братья Крстины» (болг. Братя Кръстини), который позже был переформирован в бригаду «Чепинец». В 1944 г. принимал участие в Великой Отечественной войне против фашистской Германии в качестве заместителя командира батальона 27-го пехотного полка (с сентября по декабрь 1944 г.).
В 1946 г. получил военное образование в Национальном военном университете имени Васила Левского. До января 1948 г. работал главным советником отдела разведывательного управления Генерального штаба. В 1950 г. окончил советскую Военную академию имени М. В. Фрунзе, а в 1960 г. — Военную академию Генерального штаба Вооружённых Сил СССР. С декабря 1950 по ноябрь 1952 г. являлся начальником отдела 6-го разведывательного управления. с 1953 г. — заместителем начальника управления оперативной подготовки и контроля.
Начальник Генерального штаба Народной армии Болгарии (1962—1989), первый заместитель министра национальной обороны (1966—1989), член ЦК БКП (с 1962). Министр внутренних дел (1989—1990), первый и последний вице-президент Болгарии (1990—1992), избранный Народным собранием.
В 1992 г. прокуратура инициировала против него расследования, подозревая, что на посту главы МВД он отдал приказ об уничтожении секретных материалов с материалами агентов госбезопасности. Через десять лет, в 2002 г., приговорил политика к четырем годам и шести месяцам тюремного заключения по обвинению в превышении полномочий из-за уничтожения почти 145000 секретных файлов в 1990 г. Бывший министр был помещен под домашний арест, в 2003 г. приговор был отменен и отправлен в прокуратуру. Дело возобновилось в 2005 г., но в 2006 г. было полностью прекращено.
После принятия решения в 2007 г. о рассекречивании связей граждан страны со спецслужбами советского периода была обнародована информация о его сотрудничестве с органами госбезопасности под агентурным именем «Соловей».

## Награды и звания
Имел воинское звание «генерал-полковник».
Ему было присвоено звание Героя Социалистического Труда, награждён орденами Народной Республики Болгария I-й, II-й и III-й степени и двумя орденами «Георгий Димитров».